# 壓鑄

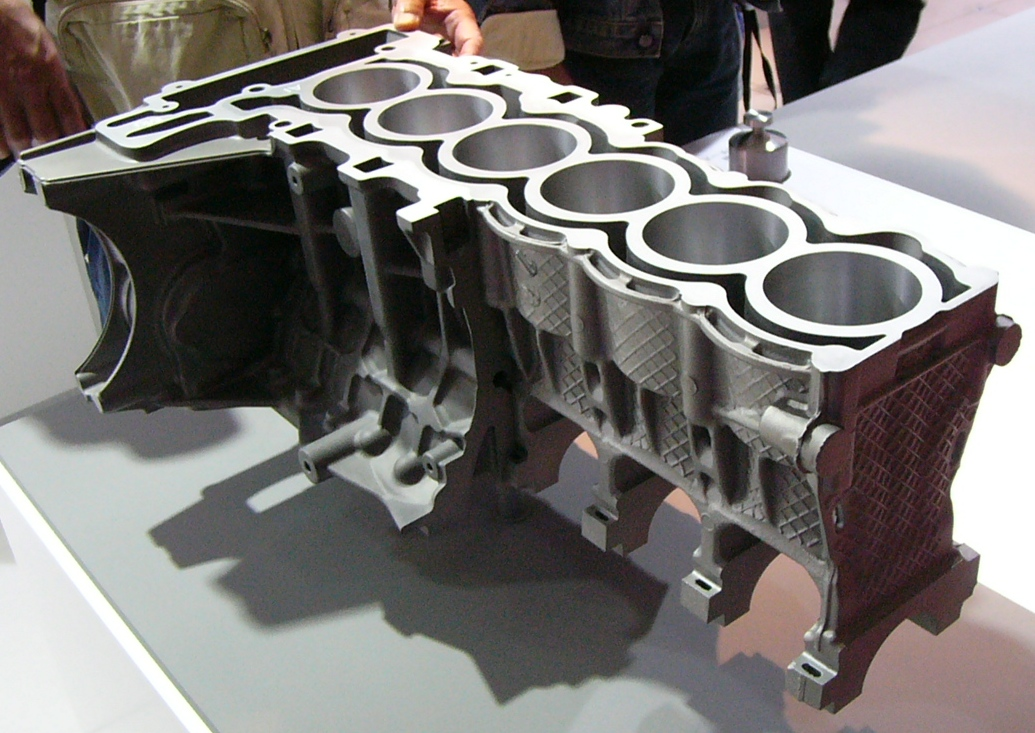
铝和镁压铸而成的发动机部件

压铸，或者称压力铸造，是一种金属铸造工艺，其特点是利用模具腔对鎔化的金属施加高压。模具通常是用强度更高的合金加工而成的，这个过程有些类似注塑成型。大多数压铸铸件都是不含铁的，例如锌、铜、铝、镁、铅、锡以及铅锡合金以及它们的合金。根据压铸类型的不同，需要使用冷室压铸机或者热室压铸机。
铸造设备和模具的造价高昂，因此压铸工艺一般只会用于批量制造大量产品。制造压铸的零部件相对来说比较容易，这一般只需要四个主要步骤，单项成本增量很低。压铸特别适合制造大量的中小型铸件，因此压铸是各种铸造工艺中使用最广泛的一种。同其他铸造技术相比，压铸的表面更为平整，拥有更高的尺寸一致性。
在传统压铸工艺的基础上诞生了几种改进型的工艺，包括减少铸造缺陷排除气孔的无孔压铸工艺。主要用于加工锌，可以减少废弃物增加成品率的直接注射工艺。还有由通用动力公司发明的精速密压铸技术以及半固态压铸等等新式压铸工艺。

## 历史
1838年，为了制造活字印刷的模具，人们发明了压铸设备。第一个与压铸有关的专利颁布于1849年，它是一种小型的，用来生产印刷机铅字的手动机器。1885年奥托·默根特勒（Otto Mergenthaler）发明了Linotype排字机，这种机器能够将一整行文字压铸成一个单独的铅字，它给印刷界带来了前所未有的革新。在印刷业进入大规模工业化后，传统的手压字模已经被压铸取代。1900年左右，铸字排版进入市场使得印刷业自动化技术进一步提高，因此有的时候在报社内能看见十多台压铸机。随着消费产品的不断增长，奥托的发明获得了越来越多的应用。人们可以利用压铸大批量地制造零部件产品。1966年，通用动力发明了精速密压铸工艺，这种工艺有时也被称作双冲头压铸。

## 过程
传统压铸工艺主要由四个步骤组成，或者称做高压压铸。步骤包括模具准备、填充、注射以及落砂，它们也是各种改良版压铸工艺的基础。在准备过程中需要向模腔内喷上润滑剂，润滑剂除了可以帮助控制模具的温度之外还可以有助于铸件脱模。然后就可以关闭模具，用高压将熔融金属注射进模具内，这个压力范围大约在10到175兆帕之间。当熔融金属填充完毕后，压力就会一直保持直到铸件凝固。然后推杆就会推出所有的铸件，由于一个模具内可能会有多个模腔，所以每次铸造过程中可能会产生多个铸件。落纱的过程则需要分离残渣，包括造模口、流道、浇口以及飞边。这个过程通常是通过一个特别的修整模具挤压铸件来完成的。其它的落砂方法包括锯和打磨。如果浇口比较易碎，可以直接摔打铸件，这样可以节省人力。多余的造模口可以在熔化后重复使用。通常的产量大约为67%。
高压注射导致填充模具的速度非常快，这样在任何部分凝固之前熔融金属就可填充满整个模具。通过这种方式，就算是很难填充的薄壁部分也可以避免表面不连续性。不过这也会导致空气滞留，因为快速填充模具时空气很难逃逸。通过在分型线上安放排气口的方式可以减少这种问题，不过就算是非常精密的工艺也会在铸件中心部位残留下气孔。大多数压铸可以通过二次加工来完成一些无法通过铸造完成的结构，例如钻孔、抛光。

### 检查
落纱完毕之后就可以检查缺陷了，最常见的缺陷包括滞流（浇不满）以及冷疤。这些缺陷可能是由模具或熔融金属温度不足、金属混有杂质、通气口太少、润滑剂太多等原因造成。其它的缺陷包括气孔、缩孔、热裂以及流痕。流痕是由浇口缺陷、锋利的转角或者过多的润滑剂而遗留在铸件表面的痕跡。

### 润滑剂
水基润滑剂被称作乳剂，是最常用的润滑剂类型，这是出于健康、环境以及安全性方面的考虑。不像溶剂型润滑剂，如果将水中的矿物质运用合适的工艺去除掉，它是不会在铸件中留下副产物的。如果处理水的过程不得当，水中的矿物质会导致铸件表面缺陷以及不连续性。主要有四种水基润滑剂：水掺油、油掺水、半合成以及合成。水掺油的润滑剂是最好的，因为使用润滑剂时水在沉积油的同时会通过蒸发冷却模具的表面，这可以帮助脱模。通常，这类润滑剂的比例为30份的水混合1份的油。而在极端情况下，这个比例可以达到100：1。
可以用于润滑剂的油包括重油、动物脂肪、植物脂肪以及合成油脂。重质残油在室温下粘性较高，而在压铸工艺中的高温下，它会变成薄膜。润滑剂中加入其它物质可以控制乳液粘度以及热学性能。这些物质包括石墨、铝以及云母。其它化学添加剂可以避免灰尘以及氧化。水基润滑剂中可以加入乳化剂，这样油基润滑剂就可以添加进水中，包括肥皂、酒精以及环氧乙烷。
长久以来，通常使用的溶剂为基础的润滑剂包括柴油以及汽油。它们有利于铸件脱出，然而每次压铸过程中会发生小型爆炸，这导致模腔壁上积累起碳元素。相比水基润滑剂，溶剂为基础的润滑剂更为均匀。

## 设备
压铸机主要可以分为热室压铸机与冷室压铸机两种不同的类型，区别在于它们能承受多大的力量，典型的压力范围在400到4000千克之间。

### 热室压铸

热室压铸机的图解：1.盖板2.鹅颈3.动力缸4.喷嘴座5.冲头6.缸体7.坩埚8.熔融金属9.喷嘴10.加热区11.液态金属入口12.燃烧室

热室压铸，有时也被称作鹅颈压铸，它的金属池内是熔融状态的液态、半液态金属，这些金属在压力作用下填充模具。在循环开始时，机器的活塞处于收缩状态，这时熔融态的金属就可以填充鹅颈部位。气压或是液压活塞挤压金属，将它填入模具之内。这个系统的优点包括循环速度快（大约每分钟可以完成15个循环），容易实现自动化运作，同时将金属熔化的过程也很方便。缺点则包括无法压铸熔点较高的金属，同样也不能压铸铝，因为铝会将熔化池内的铁带出。因而，通常来说热室压铸机用于锌、锡以及铅的合金。而且，热室压铸很难用于压铸大型铸件，通常这种工艺都是压铸小型铸件。

### 冷室压铸

冷室压铸机的图解：1.下平板2.注射室3.传输管道4.动力缸5.熔融金属6.保温炉

活动部分：1.滑动型芯栓2.支撑轨道3.固定型芯栓4.推杆背板5.推杆压板6.推杆7.定位套8.浇口分流锥9.流道10.模腔11.推杆垫12.型芯头

覆盖部分：1.滑块锁2.斜导边3.模腔嵌块4.喷嘴焰清理区5.喷嘴座6.浇口衬套7.定位销8.运水（控制温度用）9.卡槽

当压铸无法用于热室压铸工艺的金属时可以采用冷室压铸，包括铝、镁、铜以及含铝量较高的锌合金。在这种工艺中，需要在一个独立的坩埚中先把金属熔化掉。然后一定数量的熔融金属被转移到一个未被加热的注射室或注射嘴中。通过液压或者机械压力，这些金属被注入模具之中。由于需要把熔融金属转移进冷室，这种工艺最大的缺点是循环时间很长。冷室压铸机还有立式与卧式之分，立式压铸机通常为小型机器，而卧式压铸机则具有各种型号。

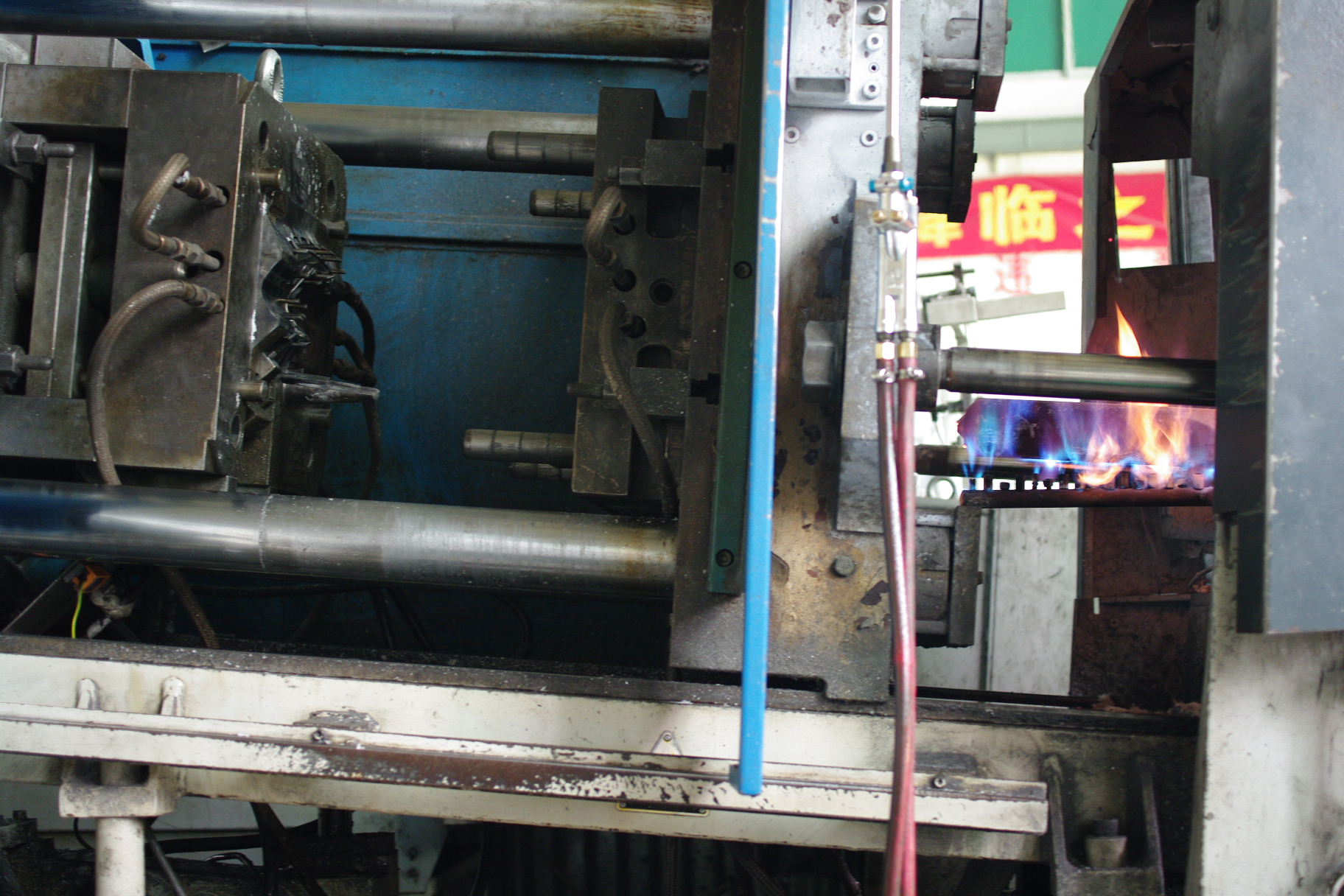
开启冷却以及注射嘴
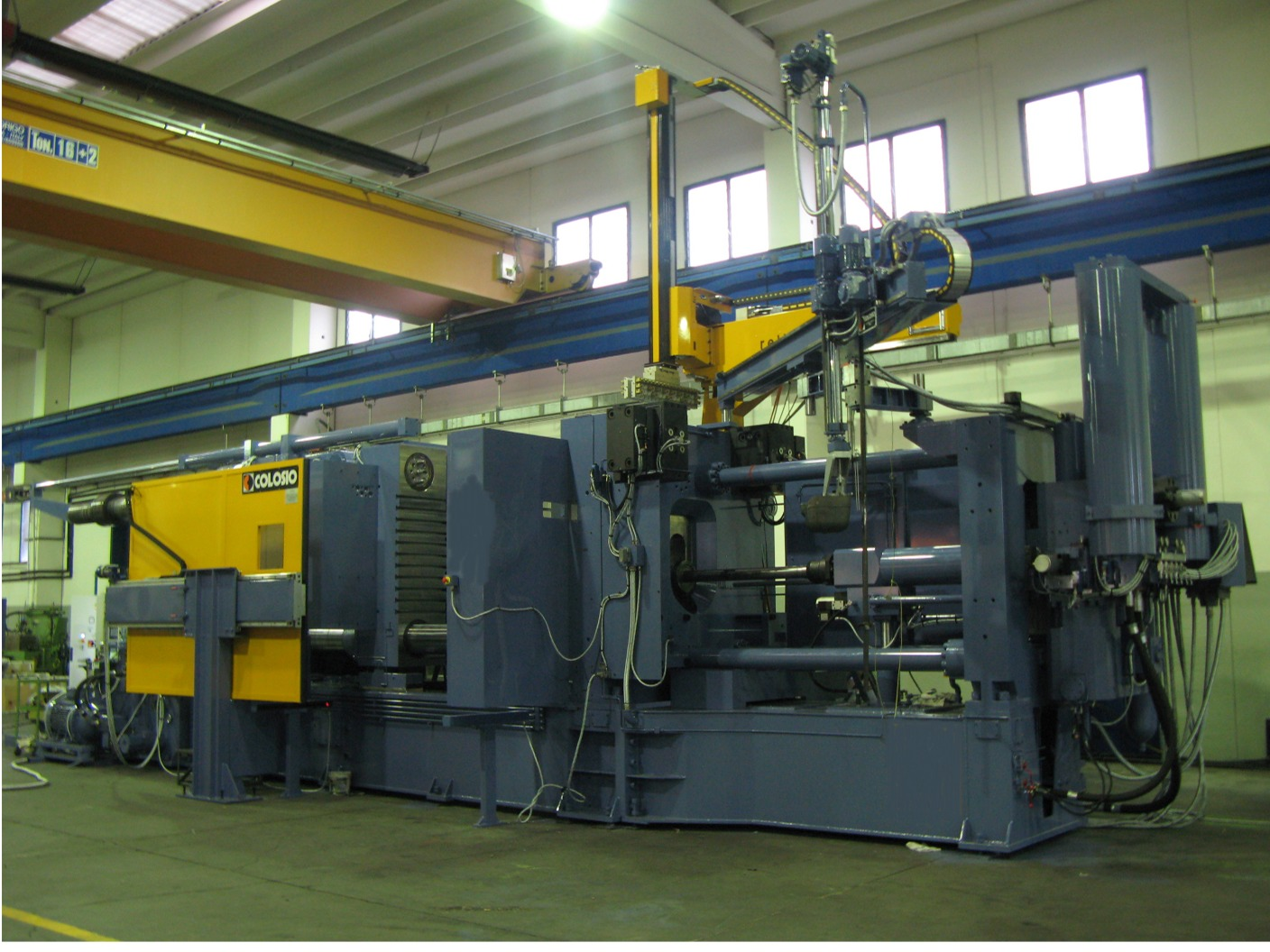
完整的压铸机

## 模具
压铸模具由两部分组成，分别是覆盖部分与活动部分，它们结合的部分则被称为分型线。在热室压铸中，覆盖部分拥有浇口，而在冷室压铸中则为注射口。熔融金属可以从这里进入模具，这个部位的形状同热室压铸中的注射嘴或是冷室压铸中的注射室相匹配。活动部分通常包括推杆以及流道，所谓流道是浇口和模腔之间的通道，熔化的金属通过这个通道进入模腔。覆盖部分通常连接在固定压板或前压板上，而活动部分则连接在可动压板上。模腔被分成了两个模腔镶块，它们是独立的部件，可以通过螺栓相对容易地从模具上拆下或安装。
模具是经过特别设计的，当打开模具后铸件会留在活动部分内。这样活动部分的推杆就会把铸件给推出去，推杆通常是通过压板驱动的，它会准确地用同样大小的力量同时驱动所有的推杆，这样才能保证铸件不被损坏。当铸件被推出后，压板收缩把所有的推杆收回，为下一次压铸做好准备。由于铸件脱模时仍然处于高温状态，只有推杆的数量足够多，才能保证平均到每根推杆上的压力足够小，不至于损坏铸件。不过推杆仍然会留下痕跡，因此必须仔细设计，让推杆的位置不会对铸件的运作造成过多影响。
模具中的其它部件包括型芯滑板等。型芯是用来在铸件上开孔或开口的部件，它们也能用来增加铸件的细节。型芯主要有三种：固定、活动以及松散型。固定型芯的方向同铸件脱出模具的方向平行，它们要么是固定的，要么永久性地连接在模具上。可动型芯可以布置在除了脱出方向以外的任何方向上，铸件凝固后打开模具之前，必须利用分离装置把活动型芯从模腔内拿出。滑块和活动型芯很接近，最大的区别在于滑块可以用来制造倒凹表面。在压铸中使用型芯和滑块会大幅增加成本。松散型芯也被称作取出块，可以用来制造复杂的表面，例如螺纹孔。在每个循环开始之前，需要先手动安装滑块，最后再同铸件一起被推出。然后再取出松散型芯。松散型芯是价格最昂贵的型芯，因为制造它需要大量劳动，而且它会增加循环时间。
排出口通常又细又长（大约0.13毫米），因此熔融金属可以很快冷却减少废弃物。在压铸工艺中不需要使用冒口，因为熔融的金属压力很高，可以保证从浇口源源不断地流入模具内。
由于温度的关系，对于模具来说最重要的材料特性在于抗热振性以及柔软性，其它的特征包括淬透性、切削性、抗热裂性、焊接性、可用性（特别是对于大型模具）以及成本。模具寿命直接取决于熔融金属的温度以及每个循环的时间。用于压铸的模具通常是使用坚硬的工具钢制造而成的，因为铸铁无法承受巨大的内部压力，所以模具价格昂贵，这也导致开模成本很高。在更高温度下压铸的金属需用使用更加坚硬的合金钢。
| 模具部件 | 铸件金属   | 铸件金属   | 铸件金属       | 铸件金属            | 铸件金属         | 铸件金属            |
| 模具部件 | 锡、铅、锌 | 锡、铅、锌 | 铝和镁         | 铝和镁              | 铜和青铜         | 铜和青铜            |
| 模具部件 | 材料       | 硬度       | 材料           | 硬度                | 材料             | 硬度                |
| -------- | ---------- | ---------- | -------------- | ------------------- | ---------------- | ------------------- |
| 模腔插件 | P20        | 290–330 HB | H13            | 42–48 HRC           | DIN 1.2367       | 38–44 HRC           |
| 模腔插件 | H11        | 46–50 HRC  | H11            | 42–48 HRC           | H20, H21, H22    | 44–48 HRC           |
| 模腔插件 | H13        | 46–50 HRC  |                |                     |                  |                     |
| 型芯     | H13        | 46–52 HRC  | H13            | 44–48 HRC           | DIN 1.2367       | 40–46 HRC           |
| 型芯     |            |            | DIN 1.2367     | 42–48 HRC           |                  |                     |
| 型芯栓   | H13        | 48–52 HRC  | DIN 1.2367     | 37–40 HRC           | DIN 1.2367预硬化 | 37–40 HRC           |
| 浇口     | H13        | 48–52 HRC  | H13 DIN 1.2367 | 46–48 HRC 44–46 HRC | DIN 1.2367       | 42–46 HRC           |
| 喷嘴     | 420不锈钢  | 40–44 HRC  | H13            | 42–48 HRC           | DIN 1.2367 H13   | 40–44 HRC 42–48 HRC |
| 推杆     | H13        | 46–50 HRC  | H13            | 46–50 HRC           | H13              | 46–50 HRC           |
| 柱塞套   | H13        | 46–50 HRC  | H13 DIN 1.2367 | 42–48 HRC           | DIN 1.2367 H13   | 42–46 HRC           |
| 夹持器   | 4140       | 约300 HB   | 4140预硬化     | 约300 HB            | 4140预硬化       | 约300 HB            |

压铸过程中会出现的主要缺陷包括磨损和侵蚀。其它缺陷包括热裂以及热疲劳。当模具表面由于温度变化太大出现缺陷时，就会产生热裂。而使用次数太多后，模具表面出现的缺陷则会产生热疲劳。
|                    | 锌        | 铝         | 镁         | 黄铜 （铜铅合金） |
| ------------------ | --------- | ---------- | ---------- | ----------------- |
| 模具寿命[循环次数] | 1,000,000 | 100,000    | 100,000    | 10,000            |
| 模具温度[C° (F°)]  | 218 (425) | 288 (550)  | 260 (500)  | 500 (950)         |
| 铸件温度[C° (F°)]  | 400 (760) | 660 (1220) | 760 (1400) | 1090 (2000)       |

## 使用的金属
各种材料对应的最小截面积以及最小拔模角如以下表格所列，最厚截面应该低于13毫米。
| 金属         | 最小截面积           | 最小拔模角   |
| ------------ | -------------------- | ------------ |
| 铝合金       | 0.89 mm（0.035英寸） | 1:100 (0.6°) |
| 黄铜以及青铜 | 1.27 mm（0.050英寸） | 1:80 (0.7°)  |
| 镁合金       | 1.27 mm（0.050英寸） | 1:100 (0.6°) |
| 锌合金       | 0.63 mm（0.025英寸） | 1:200 (0.3°) |

用于压铸的金属主要包括锌、铜、铝、镁、铅、锡以及铅锡合金，虽然压铸铁很罕见，不过也是可行的。比较特殊的压铸金属包括ZAMAK、铝锌合金以及美国铝业协会的标准：AA380、AA384、AA386、AA390以及AZ91D镁。各种金属的压铸时的特点如下：
- 锌：最容易压铸的金属，制造小型部件时很经济，容易镀膜，抗压强度、塑性高，铸造寿命长。
- 铝：质量轻、制造复杂和薄壁铸件时尺寸稳定性高，耐腐蚀性强，机械性能好，高导热以及导电性，高温下强度依然很高。
- 镁：易于进行机械加工，强度重量比高，常用压铸金属中最轻。
- 铜：硬度高，耐腐蚀性强，常用压铸金属中机械性能最好，抗磨损，强度接近钢铁。
- 铅和锡：密度高，尺寸精度极高，可用作特殊防腐蚀部件。出于公共卫生方面的考虑，这种合金不能用作食品加工、储存设备。铅锡锑的合金（有时也含一点铜）可以用来制造凸版印刷中的手工铅字以及烫金。

使用铝、铜、镁和锌进行压铸的质量上限分别为70英磅（32）、10英磅（4.5）、44英磅（20）以及75英磅（34）。

## 优点以及缺点
压铸的优点包括，铸件拥有优秀的尺寸精度。通常这取决于铸造材料，典型的数值为最初2.5厘米尺寸时误差0.1毫米，每增加1厘米误差增加0.002毫米。相比其它铸造工艺，它的铸件表面光滑，圆角半径大约为1-2.5微米。相对于沙箱或者永久模铸造法来说可以制造壁厚大约0.75毫米的铸件。它可以直接铸造内部结构，比如丝套、加热元件、高强度承载面。其它一些优点包括它能够减少或避免二次机械加工，生产速度快、铸件抗拉强度可达415兆帕、可以铸造高流动性的金属。
压铸最大的缺点为成本很高。铸造设备以及模具、模具相关组件相对其它铸造方法来说都很贵。因此制造压铸件时生产大量产品才比较经济。其它缺点包括：这个工艺只适用于流动性较高的金属，而且铸造质量必须介于30克与10千克之间。在通常的压铸中，最后铸造的一批铸件总会有孔隙。因而不能进行任何热处理或者焊接，因为缝隙内的气体会在热量作用下膨胀，从而导致内部的微型缺陷和表面的剥离。

## 改进

### 精速密
精速密压铸（Acurad）是一种由通用动力在20世纪50、60年代中开发出来的压铸技术。这个工艺的英文Acurad是一个合成词，它是由精确（accurate）、可靠（reliable）与密度（dense）三个英文单词合成而来。相比于传统的压铸工艺，这种工艺在提高加工速度的同时还结合了稳定填充以及定向凝固技术。它开创四项压铸技术方面的前沿领域：热力学分析、流量与填充建模、可热加工性以及高完整度压铸、间接挤压铸造。
对于任何压铸工艺来说，热力学分析都是首要的步骤。这是通过对热力学系统建立电气模拟来完成，先在电记录纸上绘制模具的截面图，然后再将热负载和冷却系统分布绘制在纸上。不同磁场的大小表示液相线，电阻率的倒数代表导热系数。
精速密压铸使用底部填充系统，这需要一个稳定的流动前沿。因为还难以对精速密压铸进行计算机仿真，所以目前通常用逻辑思维以及试错法，不过这些方法将会成为计算机模拟流量与填充建模的基础。
精速密压铸是第一种能够成功铸造含有少量铁的铝合金的压铸工艺，这些铝合金包括A356、A357等。在传统压铸工艺中，这些合金会焊接在模具上。类似的，精速密压铸可以加工美国军用特种合金MIL-A-21180。
精速密压铸使用两个冲头，因此它有时也被称作套筒双冲头压铸。第二个冲头位于第一重头内部，当模腔或套筒内第一冲头附近的铸件发生局部凝固时，利用第二冲头可以继续施加压力。虽然这个系统效率并不高，可是根据精速密压铸机制造商的研究，它的效率相当于第一冲头在某个合适的时间施加足够的压力，这是一种间接挤压铸造。第二个冲头的再次施压可以减少铸件内的气孔和缩孔。精速密压铸填充熔融金属的速度只有传统压铸的十分之一，这可以减轻涡流现象减少缩孔的出现。同时，为了发挥第二个冲头的作用它的浇口比较大，还可人为控制冷却的顺序。

### 无孔压铸
如果铸件中不允许出现缩孔，则需要使用无孔压铸技术或者说充氧压铸技术。总体来说它很接近标注的压铸工艺，只是在每次压铸前需要往模腔内注射氧气，这是为了排出模腔内的空气。当熔融金属填充模腔后，这些氧气会产生微量的氧化物从而避免了气孔。另外，这种工艺的另一个好处是带来更高的强度。不同于标准的压铸工艺，这些铸件可以进行热处理和焊接。可以在铝、锌以及铅合金中使用这种工艺。

### 热歧管直接注射
热歧管直接注射压铸或称无流道压铸，是一种用于压铸锌的工艺。在这种工艺中，熔融的金属锌在压力作用下通过加热的歧管，然后经过加热的喷嘴进入模腔。这种工艺的优点是成本较低并且节约能源，这是因为加工过程取消了造模口、浇口和流道，因而废弃物较少。由于冷却过程比较慢，铸件的表面质量也会有所提升。

### 半流动压铸
半流动压铸工艺中使用的金属介于液态和固态之间，这种工艺可以制造更复杂的零件和更薄的壁板（以镁为例，最小壁厚可达0.5毫米）。它生产出来的铸件缩松少、寿命长，同时尺寸精度和表面性能都较好。